# Сан-Мигель-Шочитль
Сан-Мигель-Шочитль (исп. San Miguel Xóchitl) — посёлок в восточной части Мексики, на территории штата Веракрус. Входит в состав муниципалитета Акула.

## Географическое положение
Сан-Мигель-Шочитль расположен на юге центральной части штата, на левом берегу реки Папалоапан, на расстоянии приблизительно 161 километра к юго-востоку от города Халапа-Энрикеса, административного центра штата. Абсолютная высота — 6 метров над уровнем моря.

## Население
Согласно данным, полученным в ходе проведения официальной переписи 2005 года, в посёлке проживало 285 человек (139 мужчин и 146 женщин). Насчитывалось 89 домов. По возрастному диапазону население распределилось следующим образом: 30,5 % — жители младше 18 лет, 55,8 % — между 18 и 59 годами и 13,7 % — в возрасте 60 лет и старше. Уровень грамотности среди жителей старше 15 лет составлял 84,6 %.
По данным переписи 2010 года, численность населения Сан-Мигель-Шочитля составляла 315 человек. Динамика численности населения посёлка по годам:
| 2000 | 2005 | 2010 |
| ---- | ---- | ---- |
| 271  | 285  | 315  |